# Pulsnitz
Pulsnitz (pol. hist. Połcznica; górnołuż. Połčnica, wym. [ˈpowt͡ʃnʲit͡sa]) – miasto w Niemczech, w kraju związkowym Saksonia, w okręgu administracyjnym Drezno, w powiecie Budziszyn, siedziba wspólnoty administracyjnej Pulsnitz. Historycznie miasto leży na Łużycach Górnych. W 2013 miasto liczyło 7 578 mieszkańców. Do 31 lipca 2008 Pulsnitz należało do nieistniejącego już powiatu Kamenz.

## Nazwa
Pierwotną nazwą miejscowości była łużycka nazwa Polsnica. Po podbiciu w średniowieczu Słowian połabskich z plemion Serbów lużyckich mieszkających na Łużycach nazwa została później zgermanizowana na Pulsnitz.

## Historia

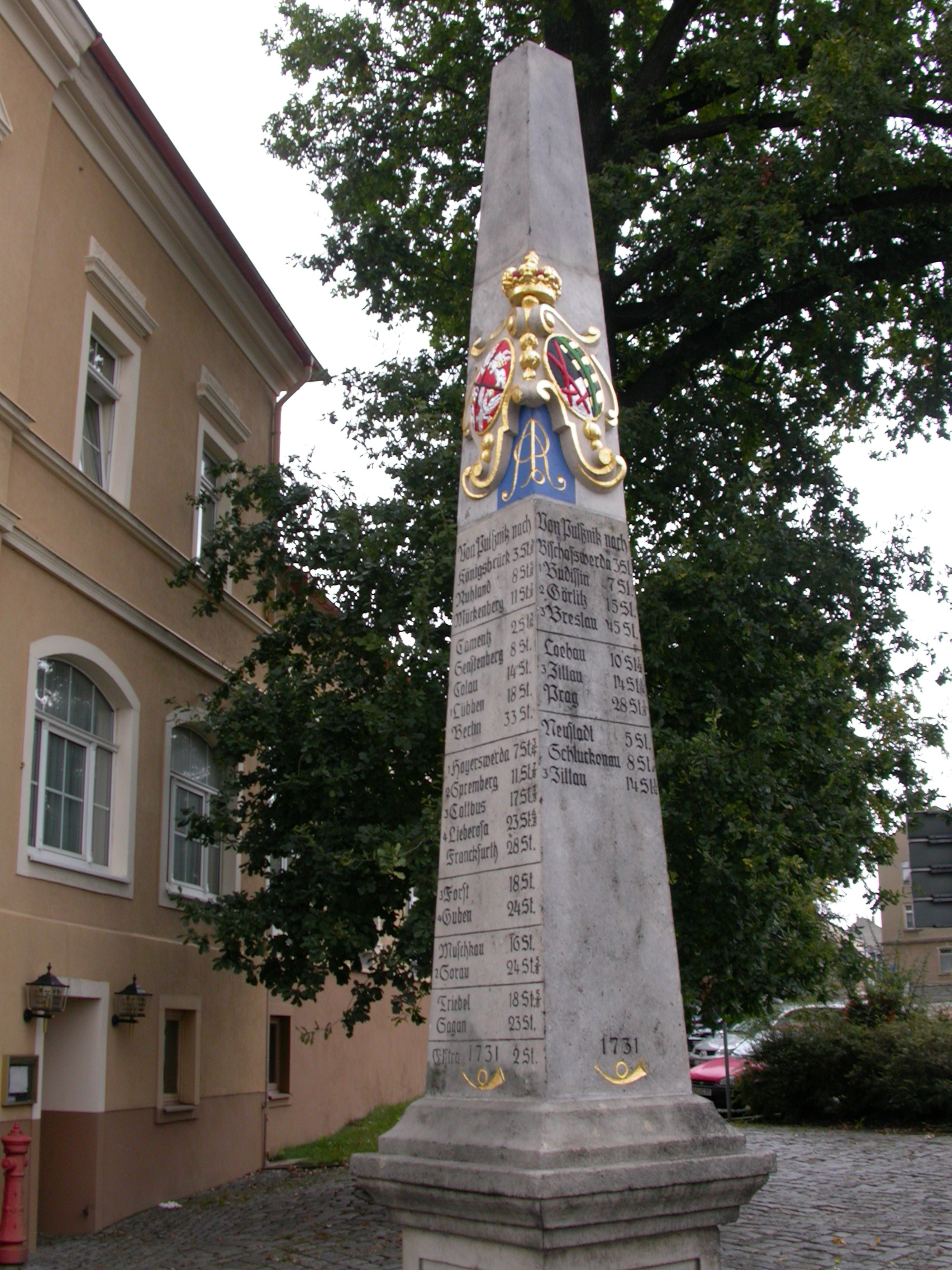
Słup dystansowy poczty polsko-saskiej

W XII wieku Połcznica była osadą serbołużycką. Otrzymała prawa miejskie w 1375 roku z rąk króla Czech Karola Luksemburskiego. W 1429 roku miasto zostało najechane przez husytów. Z miasta pochodzi saksoński specjał kulinarny – pierniki z Pulsnitz, o których najstarsza zachowana wzmianka sięga 1558 roku. W 1635 na mocy postanowień pokoju praskiego dotychczasowe przygraniczne miasto Królestwa Czech przeszło we władanie Saksonii. W latach 1697–1706 i 1709–1763 miasto leżało w granicach unijnego państwa polsko-saskiego. W 1731 przy Górnej Bramie ustawiono słup dystansowy poczty polsko-saskiej. W 1742 pożar strawił kościół miejski. Od 1806 część Królestwa Saksonii, połączonego w latach 1807–1815 unią z Księstwem Warszawskim. Od 1869 przez Pulsnitz przebiega linia kolejowa Kamenz – Pirna. W 1871 miasto znalazło się w granicach Niemiec. W latach 1949–1990 część NRD.

## Demografia
| - 1597 – 0821 - 1800 – 1391 - 1834 – 1773 - 1885 – 3155 | - 1900 – 3750 - 1910 – 4111 - 1960 – 6738 - 2000 – 6874 | - 2004 – 6578 - 2007 – 7933 - 2008 – 7805 - 2009 – 7749 | - 2012 – 7610 - 2013 – 7578 - 2014 – 7524 |

## Współpraca
Miejscowości partnerskie:
- Asperg, Badenia-Wirtembergia
- Złotoryja, Polska

## Galeria

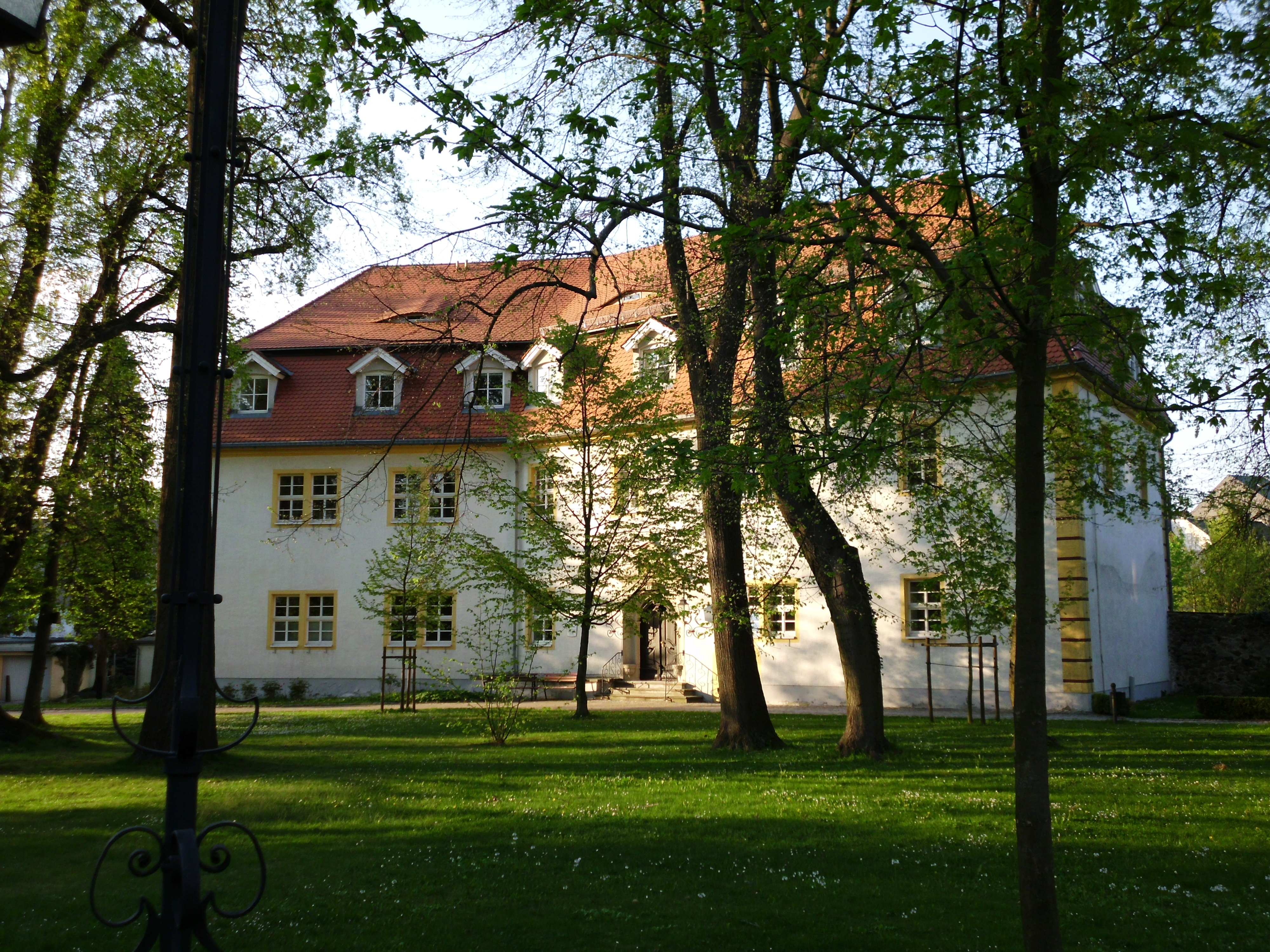
Zamek
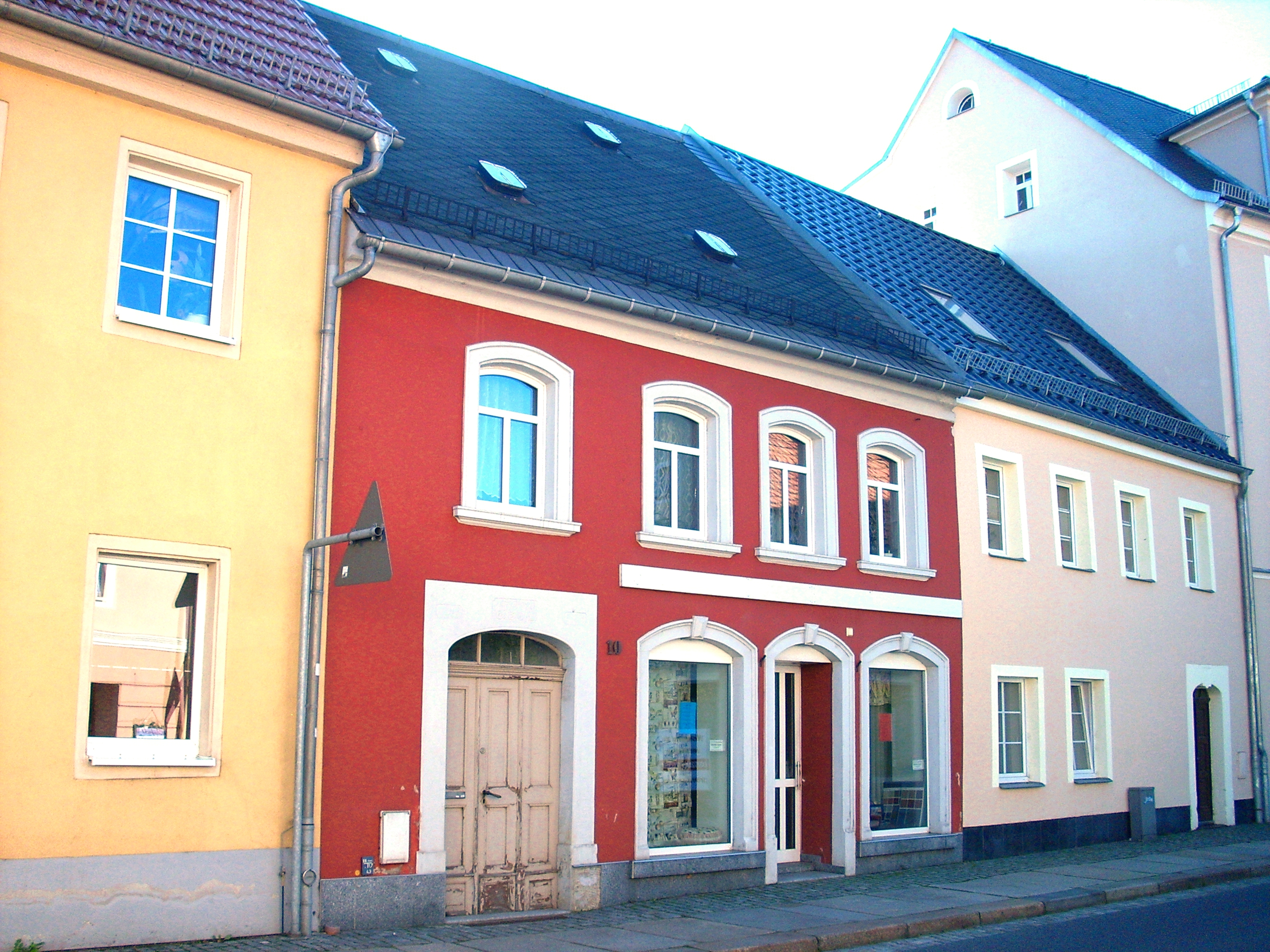
Kamienice przy ul. Wettinów
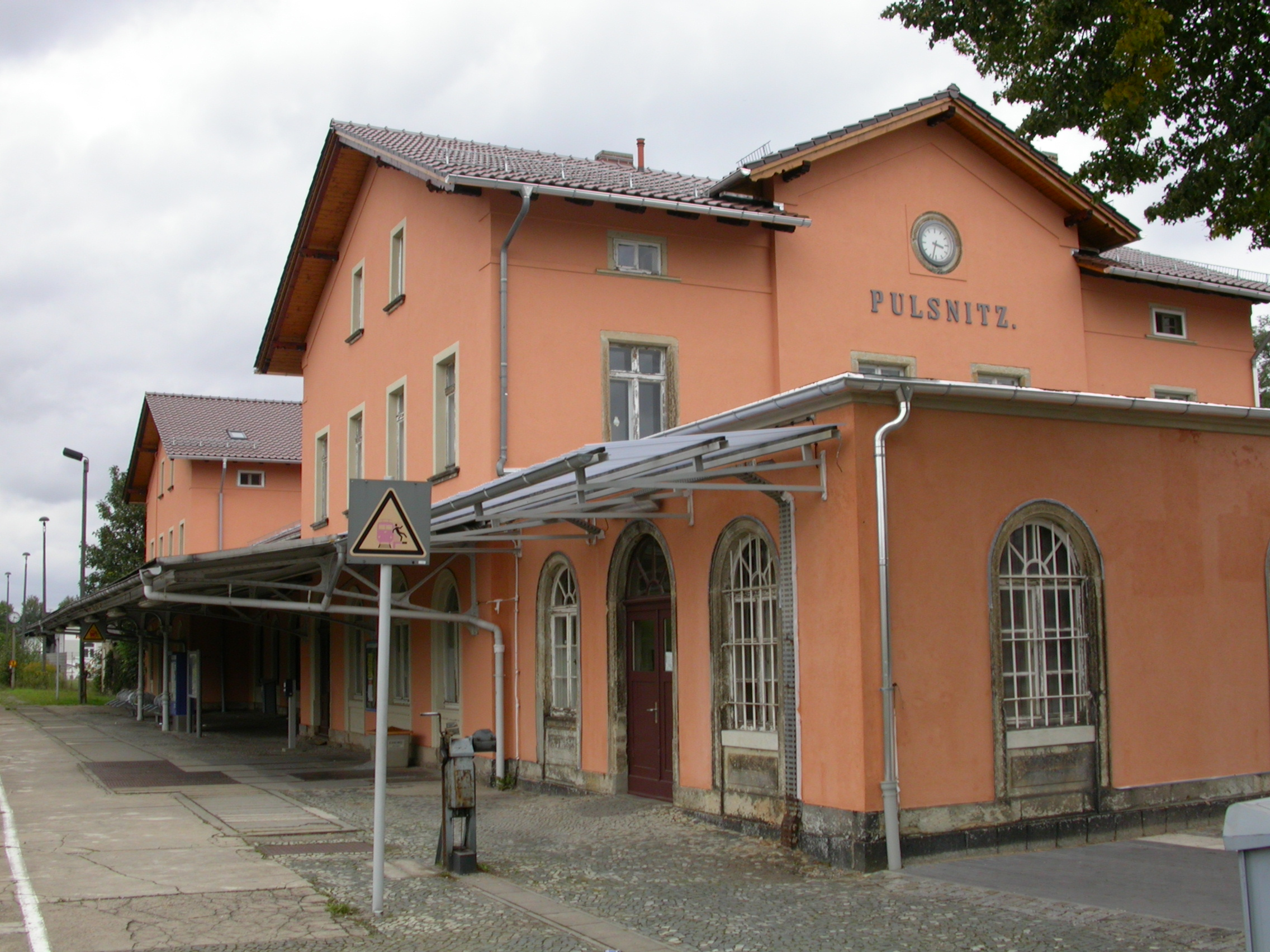
Dworzec kolejowy
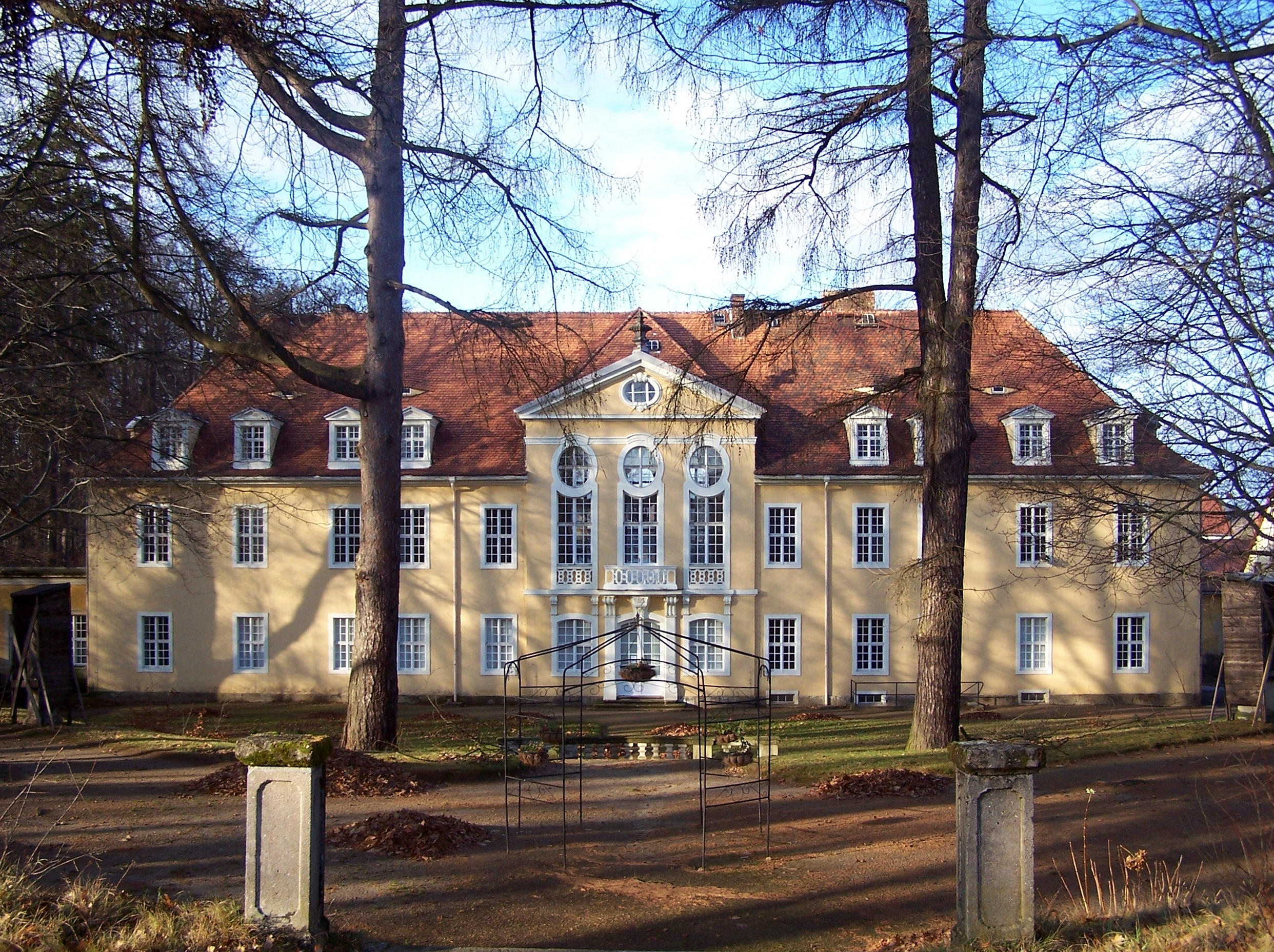
Zamek Oberlichtenau